# Mighty Kong - L'invincibile King Kong
Mighty Kong - L'invincibile King Kong (The Mighty Kong) è un film d'animazione direct-to-video del 1998 diretto da Art Scott e distribuito dalla Warner Bros. Pictures, tratto liberamente dal film King Kong della RKO Pictures del 1933.
In Italia è stato distribuito da Warner Bros. Pictures il 13 giugno 2000 esclusivamente in formato VHS.

## Trama
Il film inizia con Ann Darrow, un'ex attrice in cerca di lavoro, che un giorno incontra il generoso regista Carl Denham, il quale le offre un lavoro per il suo nuovo film. Ann accetta, e partono a bordo della nave Venture per raggiungere la leggendaria isola nella giungla denominata Isola del Teschio, di cui nessuno è mai riuscito a sbarcarci, per le riprese del film. La scimmia di un membro dell'equipaggio però disturba continuamente tutto il viaggio. Raggiunta l'isola nella giungla, incontrano gli indigeni, apparentemente amichevoli, ma essi si impossessano di Ann in modo da poterla sacrificare alla propria divinità, un gigantesco gorilla chiamato Kong. Kong si innamora di Ann e la porta nella sua giungla, dove la difenderà da un Tirannosauro e degli Pteranodonti.
Il gruppo, tuttavia, riuscirà a trarre Ann in salvo dopo essere sfuggiti ad alcuni dinosauri, e cattureranno Kong per farne un'attrazione di New York. Arrivati negli Stati Uniti, Kong si ribella, prende Ann e si arrampica in cima alla Empire State Building. Dei biplani cercano di fermare il gorilla, ma egli riesce ad abbatterli tutti senza causare perdite, poiché i piloti si salvano grazie a dei paracaduti, perciò l'esercito decide di catturalo con una grossa rete tramite due dirigibili. Kong ne abbatte uno, mentre l'altro riesce a catturalo con successo, tuttavia la fune si spezza e Kong precipita nel vuoto. Il gorilla è apparentemente morto, e tutti i presenti piangono in silenzio, ma, miracolosamente, Kong è sopravvissuto.

## Doppiaggio
| Personaggio       | Doppiatore originale |
| ----------------- | -------------------- |
| King Kong         | Dudley Moore         |
| Ann Darrow        | Jodi Benson          |
| Jack Driscoll     | Randy Hamilton       |
| Carl Denham       | Dudley Moore         |
| Roscoe            | William Sage         |
| Ricky             | Jason Gray-Stanford  |
| Capitan Englehorn | Richard Newman       |